# Northrop Grumman EA-6B Prowler
Northrop Grumman EA-6B Prowler var ett amerikanskt hangarfartygsbaserat stridsflygplan för telekrigföring som var utvecklat ur Grumman A-6 Intruder. Flygkroppen blev lite längre för att ge plats åt de två extra besättningsmännen som handhar den avancerade störutrustningen. Det har bl.a. som uppgift att genom att störa fientlig radar och förhindra/fördröja fientlig flygverksamhet.
Planet kan alternativt utrustas med antiradarroboten AGM-88 HARM (High-speed Anti Radiation Missile) som själv styr mot den fientliga radarsändaren och slår ut den. Alternativet för fienden är att inte använda sin radar varigenom samma effekt uppnås.
Flygplanet som var i tjänst från 1971 tills 2015, byttes ut samma år mot ett annat flygplan som heter Boeing EA-18G Growler.